# Celda 211 (novela)
Celda 211 es una novela española escrita por Francisco Pérez Gandul en donde se narra la historia de un funcionario de prisiones llamado Juan Oliver que el día antes de empezar se presenta en la cárcel de Sevilla donde iba a trabajar y sufre un accidente y se recibe un motín.

## Sinopsis
Un funcionario de prisiones novato se presenta en la cárcel de Sevilla el mismo día en que se produce un motín de presos liderados por Malamadre. El funcionario deberá hacer creer a los presos que es uno de ellos para intentar salir de allí lo antes posible.

## Adaptaciones
En 2009 se estrenó una película del mismo título basada en la novela, donde la ambientación traslada de Sevilla a Zamora que se convirtió en un éxito en taquilla y ganó ocho Premios Goya, incluido el de mejor película. Con motivo del estreno de la película, la editorial Lengua de Trapo reeditó el libro.